# Fire gamle partier
 Der er for få eller ingen kildehenvisninger i denne artikel, hvilket er et problem. Du kan hjælpe ved at angive troværdige kilder til de påstande, som fremføres i artiklen.

De fire gamle partier eller de gamle partier er et begreb i dansk politik, som omfatter Socialdemokratiet, Venstre, Det Konservative Folkeparti og Radikale Venstre. Disse partier var stort set enerådende i flere årtier indtil 1973, og udgør stadig grundstammen i Danmarks politiske spektrum.
Fra 1920'erne havde Retsforbundet og Danmarks Kommunistiske Parti (DKP) ganske vist gjort sig gældende, men uden særlig megen indflydelse. Fra 1960 kom SF til. Ved Jordskredsvalget i 1973 blev fem partier indvalgt, der i den foregående valgperiode ikke havde været repræsenteret i Folketinget. De fire gamle partier gik alle tilbage, og mistede tilsammen en tredjedel af deres mandater. De fire har sidenhen haft en væsentlig mindre andel af pladser i Folketinget, men har selv efter 1973 altid haft nok mandater til et flertal.
Begrebet bruges mest i neutral betydning, men kan også være let polemisk. I så fald er det dels udtryk for en kritik af partiernes dominerende stilling eller magtmonopol, dels en kritik af, at de grundlæggende er enige om de politiske rammer. Ordet gammel antyder manglende vilje til forandring.
Fra partibogstavets indførelse ved valget i 1943 og indtil 1970 stod de fire gamle partier øverst på stemmesedlen, idet Venstre havde bogstavet D.
| Folketingsvalg | 1953 | 1957 | 1960 | 1964 | 1966 | 1968 | 1971 | 1973 | 1975 | 1977 | 1979 | 1981 |
| Mandattal      | 160  | 159  | 157  | 160  | 151  | 160  | 158  | 104  | 118  | 107  | 122  | 114  |

| Folketingsvalg | 1984 | 1987 | 1988 | 1990 | 1994 | 1998 | 2001 | 2005 | 2007 | 2011 | 2015 | 2019 | 2022 |
| Mandattal      | 130  | 122  | 122  | 135  | 139  | 128  | 133  | 134  | 118  | 116  | 95   | 119  | 90   |

## Eksterne links
- Jordskredsvalget 1973 Arkiveret 21. oktober 2021 hos  Wayback Machine danmarkshistorien.dk af Aarhus Universitet